# تان تهنه
تان تهنه (به لاتین: Tân Thanh) یک منطقهٔ مسکونی در ویتنام است که در استان باک گیانگ واقع شده‌است.